# Guillaume Rihs
Pour les articles homonymes, voir Rihs.
Guillaume Rihs, né le 6 février 1984 à Genève, est un écrivain suisse romand.

## Biographie
Fils d'enseignants genevois, Guillaume Rihs suit sa scolarité à Genève. 
Dès l'âge de sept ans, il étudie le piano puis quelques années plus tard, il commence l'alto. Il a fait partie de l'Orchestre buissonnier ainsi que de l'Orchestre instrumental.
Après le collège, Guillaume Rihs suit deux années d'architecture à l'École polytechnique fédérale de Lausanne. Puis il décide d'étudier l'histoire et l'anglais à l'université de Genève. Il obtient son master en lettres en 2010. Depuis, il travaille comme enseignant d'histoire et d'anglais au collège Sismondi et au collège pour adulte Alice-Rivaz. 
En 2014, il reçoit le prix des écrivains genevois pour son manuscrit Aujourd'hui dans le désordre. Son roman paraît le 11 janvier 2016 aux Éditions Kero à Paris. L'auteur y raconte sous la forme d'une comédie de mœurs un huis-clos familial se passant à l'hiver 2018 dans un appartement de 7 pièces dans le quartier des Eaux-Vives à Genève,.

## Publications
- 2016 : Aujourd'hui dans le désordre, aux Éditions Kero,  (ISBN 978-2-36658-176-8), format papier -  (ISBN 978-2-36658-177-5) , format numérique)
- 2017 : Un exemple à suivre, aux Éditions Kero
- 2019 : Ville bavarde, aux Éditions d'autre part
- 2024 : Dangereuse vie de bureau, aux Editions Slatkine

## Distinctions et récompenses
- 2014 : Prix littéraire de la Société genevoise des écrivains pour le manuscrit d'Aujourd'hui dans le désordre.
- 2016 : Prix de la première œuvre littéraire francophone pour Aujourd'hui dans le désordre.